# Теллермина 29
Теллермина 29  (Tellermine 29 (T.Mi. 29)) — противотанковая противогусеничная мина нажимного действия. Разработана в Германии в конце 1920-х годов. Принята на вооружение Рейхсвера в августе 1929 года.
Мина представляет собой плоскую округлую металлическую коробку, внутри помещается заряд взрывчатки, а сверху устанавливается взрыватели. В мине предусмотрено 2 гнезда для установки взрывателей неизвлекаемости. Взрыв происходит при наезжании гусеницей танка или колесом автомобиля хотя бы на один из трех взрывателей мины.